# Plectrocnemia punjabica
Plectrocnemia punjabica är en nattsländeart som beskrevs av Martynov 1935. Plectrocnemia punjabica ingår i släktet Plectrocnemia och familjen fångstnätnattsländor. Inga underarter finns listade i Catalogue of Life.